# Аквафондата
Аквафондата (итал. Acquafondata) је насеље у Италији у округу Фрозиноне, региону Лацио.
Према процени из 2011. у насељу је живело 219 становника. Насеље се налази на надморској висини од 914 м.

## Становништво
Према резултатима пописа становништва 2011. у општини је живело 282 становника.
| 1931. | 1936. | 1951. | 1961. | 1971. | 1981. | 1991. | 2001. | 2011. |
| ----- | ----- | ----- | ----- | ----- | ----- | ----- | ----- | ----- |
| 883   | 909   | 872   | 647   | 458   | 418   | 371   | 316   | 282   |